# Verdugado

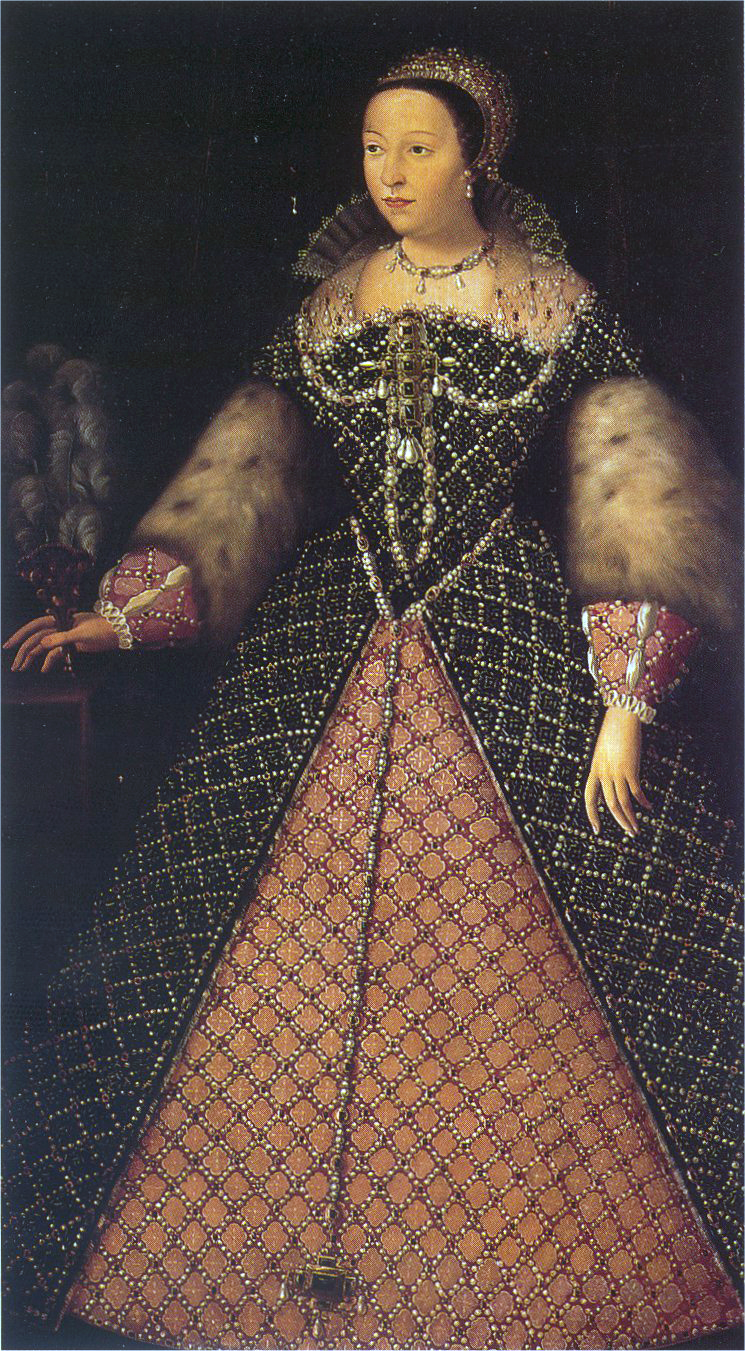
Retrato de Catalina de Médici con verdugado (c. 1555). Galería Uffizi.

El verdugado era un tipo de saya de la indumentaria femenina cortesana a partir del siglo XVI. Estaba formado por un armazón de alambres de madera o ballenas, o de aros ("verdugos") forrados y cosidos por su parte externa creando un cuerpo cónico. Se registra su aparición hacia 1468 y serían el modelo para otros 'inventos', como el guardainfante, el panier, el tontillo, el miriñaque o la crinolina.
De origen español, el verdugado se extendió posteriormente a toda Europa. En Inglaterra apareció en el 1545 y, dado su elevado precio, fue adoptado en la vestimenta de las clases altas. A lo largo del siglo XVII se dejó de utilizar, sustituyéndose por el aún más aparatoso e incómodo guardainfante, que ampliaba el aspecto acampanado de las prendas inferiores.